# Bijugis subgrisea
Bijugis subgrisea är en fjärilsart som beskrevs av Igor Kozhanchikov 1956. Bijugis subgrisea ingår i släktet Bijugis och familjen säckspinnare. Inga underarter finns listade i Catalogue of Life.